# De Vlijt (Zuidwolde)
De windmolen De Vlijt staat aan de Molenstraat 12 te Zuidwolde in de gemeente De Wolden in de Nederlandse provincie Drenthe.

## Geschiedenis
In 1877 brandde de molen van Zuidwolde af. De eigenaar Jan Geerts Wassens kocht daarna een bestaande molen uit de Zuidplaspolder (tussen Nieuwerkerk aan den IJssel en Moordrecht). Deze in 1838 gebouwde molen werd in Zuidwolde opgebouwd door de oorspronkelijke bouwer, C.H. Schiller uit Dalfsen. Na de Tweede Wereldoorlog raakte de molen in verval. Na een tweetal restauraties in het begin van de jaren zestig en van de jaren tachtig van de 20e eeuw heeft de molen meerdere jaren dienstgedaan.
In het begin van de 21e eeuw raakte de molen sterk in verval. De wieken werden verwijderd. In 2018 kon de molen gekocht worden door de Stichting De Meule van Wassens. Met behulp van subsidies en bijdrage werd de molen gerestaureerd en weer maalvaardig gemaakt. Op zaterdag 4 september 2021 werd de gerestaureerde molen geopend door prinses Beatrix.
In de Wijk, een dorp ook behorend bij de gemeente De Wolden staat De Wieker Meule.